# レック川
レック川（レックがわ、蘭：Lek）は、オランダを流れる川で、ライン川がライン・マース・スヘルデ三角州に流れ込んで分岐した川の一つである。
ライン川はオランダに入ってすぐの、ラインヴァールデン基礎自治体で北側にパネルデン運河、南側にワール川にと2分岐する。このパネルデン運河へはライン川の総流量の35%が流入しており、その下流にあたるのがこのレック川である。レック川はワイク・ベイ・デュールステーデ基礎自治体でクロメ・ライン川とネーデルライン川が合流した地点より下流のことをいい、合流後すぐにアムステルダム・ライン運河と直行交差した後、ユトレヒト近郊のニーウ・レッケルラント基礎自治体南部でメルウェデ運河と直行する。そして世界遺産でもあるニーウ・レッケルラント基礎自治体のキンデルダイク地区北岸でノールト川に合流する地点までの延長62kmをレック川という。
レック川本流の経路
ライン川 > パネルデン運河 > ネーデルライン川 > レック川 > ニューウェ・マース川 > ニューウェ・ワーテルウェフ > 北海

## 関連項目

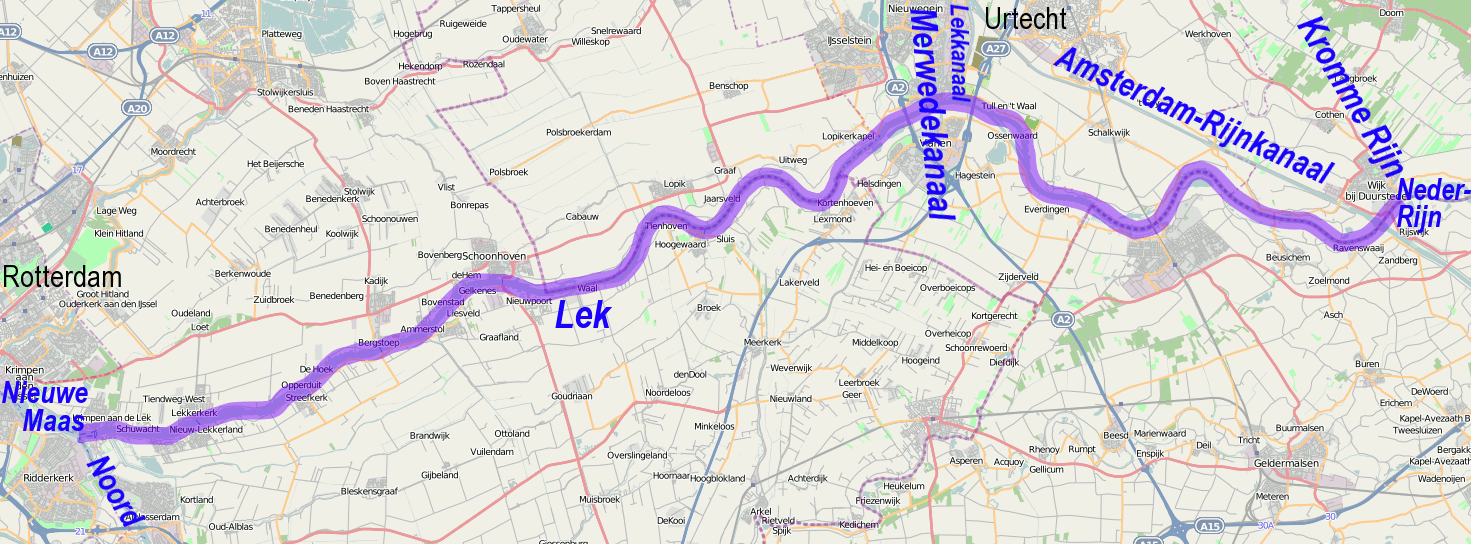
位置図

## 流域の自治体・都市
オランダ
ユトレヒト州：ニューウェヘイン
南ホラント州